# Невеста любой ценой
«Невеста любой ценой» — российский комедийный фильм с Павлом Волей в главной роли. Российская премьера фильма состоялась 17 сентября 2009 года.

## Сюжет
Главный герой — удачливый бизнесмен и гениальный сердцеед, хорошо изучивший женскую психологию. Чтобы заслужить повышение по своей службе, он вступает в контакт с опасным бизнесменом с криминальным прошлым, но во время переговоров, не сдержав темперамента, легко соблазняет его подругу, а выходя от неё утром, попадается на глаза шофёру бизнесмена. Теперь ему грозит серьёзная смертельная опасность, если, конечно, он не сумеет обеспечить себе алиби в виде невесты. Любой ценой.

## В ролях
- Павел Воля — Стас
- Максим Костромыкин — Костик
- Любовь Толкалина — Миронова
- Ольга Шелест — Мила
- Александр Самойленко — Трещев
- Виталий Хаев — Чернов
- Оксана Кутузова — Люба Смирнова, девушка Чернова
- Елена Ташаева — Аня
- Мария Шалаева — Карина
- Татьяна Геворкян — Таня
- Алексей Мальков — Сыч
- Наталья Рычкова — Ольга
- Ксения Худоба — Светлана
- Сергей Ларин — друг Карины
- Александра Ребенок — Марина
- Лиана Баранова
- Владимир Малков — Ефимыч
- Миранселла Бричак — девушка в бикини
- Мария Белянская
- Юлия Васильева
- Виталий Возмищев
- Елена Глазкова
- Дарья Зорина
- Дарья Ковалёва
- Александр Колигриф
- Ольга Кравцова
- Антонина Милавкина
- Дарья Никитова
- Виталий Пименов
- Александра Шевченко — Настя
- Шамиль Фагидуллин